# 石田満 (実業家)
石田 満（いしだ　みつる、1956年1月20日 - ）は、日本の実業家。株式会社銚子丸代表取締役社長。

## 概要
東京都出身。1978年に専修大学法学部を卒業後、亀有信用金庫に入庫。1995年12月に株式会社シチエ（現ウェアハウス）に入社した後、1998年10月にオーケー株式会社に入社。2003年6月には同社取締役店舗運営本部長に就任し、2006年5月に同社取締役管理本部長に着任。2010年8月に株式会社ウェアハウス（現株式会社ゲオ）へ入社し、2011年6月には同社代表取締役に就任。2014年1月に株式会社銚子丸へ入社し、2014年2月に同社執行役員経営企画部長に就任し、2014年8月に代表取締役社長に就任。

## テレビ番組
- 日経スペシャル カンブリア宮殿 顧客満足度ナンバーワン！ 劇場型グルメ系回転寿司の流儀（2019年3月21日、テレビ東京）- 出演：銚子丸 代表取締役会長 堀地ヒロ子、代表取締役社長 石田満[5]。